# San Nicola la Strada
San Nicola la Strada est une commune italienne d'environ 22 600 habitants située dans la province de Caserte en Campanie.

## Administration
| Période                                  | Période | Identité | Étiquette | Qualité |
| ---------------------------------------- | ------- | -------- | --------- | ------- |
|                                          |         |          |           |         |
| Les données manquantes sont à compléter. |         |          |           |         |

### Communes limitrophes
Capodrise, Casagiove, Caserte, Marcianise, Recale, San Marco Evangelista